# دو (فیلم ۱۹۷۹)
دو (انگلیسی: Running) فیلمی در ژانر درام است به کارگردانی استیون هیلیارد استرن.
از بازیگران آن می‌توان به مایکل داگلاس، سوزان آنسپاک و یوجین لوی اشاره کرد.